# Yasmin Le Bon
Yasmin Le Bon, nata Yasmin Parvaneh (Oxford, 29 ottobre 1964), è una supermodella inglese.

## Carriera
Notata nel 1981 dal direttore di una agenzia di moda di Oxford, mentre lavorava presso una boutique, Yasmin Parvaneh lavora nel campo della moda per diversi anni, sfilando tra gli altri per Donna Karan, Ralph Lauren e Oscar de la Renta fino al 1986 anno in cui si prende un periodo di pausa in seguito ad un aborto. Nell'aprile 1987 viene scelta come testimonial della casa di abbigliamento Guess?, che rende il viso della modella popolare in tutto il mondo.
A fine anni ottanta compare sulla prima copertina delle edizioni statunitensi e inglesi della rivista Elle. In seguito avrà anche le copertine di Vogue, V, I-D, Cosmopolitan, Marie Claire e Harper's Bazaar. La modella ha anche lavorato con Christian Dior, Azzedine Alaïa, Giorgio Armani, Alistair Blair, Chanel, Enrico Coveri, Perry Ellis, Yves Saint Laurent, Thierry Mugler, Gianni Versace ed altri importanti stilisti. Yasmin Le Bon è attualmente rappresentata dalla Elite Model Management di New York e da Models 1 di Londra.

## Agenzie
- Models 1 Agency
- Elite Model Management - New York
- D'management Group - Milano
- Place Model Management
- Mikas - Svezia

## Vita privata
Di origini iraniane, dal 1985 è sposata con Simon Le Bon, di cui ha assunto il cognome. I due si sono sposati il 27 dicembre 1985 e successivamente hanno avuto tre figlie.